# Fidès Devriès
Fidès Devriès, née le 22 avril 1850 à La Nouvelle-Orléans et morte le 27 janvier 1939 à Neuilly-sur-Seine, est une chanteuse d'opéra (soprano) française d'origine néerlandaise.

## Biographie
Fidès Devriès naît le 22 avril 1850 à La Nouvelle-Orléans, où sa mère, la soprano hollandaise Rosa de Vries-van Os, chante à l'Opéra français,,.
Fidès Devriès étudie à Paris avec Gilbert Duprez et fait ses débuts au Théâtre-Lyrique en 1869, dans Le Val d'Andorre de Fromental Halévy,.
Elle chante au Théâtre de la Monnaie, à Bruxelles, durant deux ans, puis est engagée en 1871 à l'Opéra de Paris, où elle fait ses débuts dans le rôle de Marguerite (Faust), avant d'interpréter Isabelle (Robert le Diable), Inès (L'Africaine) ou Ophélie, qu'elle incarne notamment lors de la 100e représentation d'Hamlet, en 1874,. Pour Andrew G. Gann, « belle, imposante, et douée d'une grande intelligence scénique, elle excellait dans les grands rôles dramatiques ».
En 1874, Fidès Devriès épouse M. Adler. Après son mariage, elle se retire provisoirement de la scène, avant de revenir plus tard chanter en province, puis de nouveau à Paris. En 1883-1884, elle se produit ainsi au Théâtre-Italien, où elle joue Amelia (Simon Boccanegra) et Salomé (Hérodiade),.
En 1885, Fidès Devriès est la créatrice à l'Opéra de Paris du rôle de Chimène dans Le Cid de Jules Massenet,.
En 1887, elle chante Elsa lors de la première représentation parisienne de Lohengrin de Wagner, à l'Eden-Théâtre,. À Monte-Carlo, elle élargit son répertoire en étant Aida, Violetta et Leïla (Les Pêcheurs de perles).
En 1889, elle se retire définitivement de la scène après avoir joué Gilda (Rigoletto),. 
Elle est la sœur des chanteurs Jeanne Devriès (1850-1924), Maurice Devriès (1854-1919) et Herman Devriès (1858-1949).